# NGC 3029
NGC 3029 est une galaxie spirale intermédiaire située dans la constellation du Sextant.  NGC 3029 a été découverte par l'astronome américain Lewis Swift en 1886.

## Caractéristiques
La classe de luminosité de NGC 3029 est III et elle présente une large raie HI.

### Distance
Sa vitesse par rapport au fond diffus cosmologique est de 6 936 ± 24 km/s, ce qui correspond à une distance de Hubble de 102,3 ± 7,2 Mpc (∼334 millions d'al).
À ce jour, neuf mesures non basées sur le décalage vers le rouge (redshift) donnent une distance de 74,767 ± 9,174 Mpc (∼244 millions d'al), ce qui est à l'extérieur des valeurs de la distance de Hubble.

### Brillance de surface
En raison d'une brillance de surface égale à 14,37 mag/am2, on peut qualifier NGC 3029 de galaxie à faible brillance de surface (LSB en anglais pour low surface brightness). Les galaxies LSB sont des galaxies diffuses (D) avec une brillance de surface inférieure de moins d'une magnitude à celle du ciel nocturne ambiant.